# Пристань-Пржевальск
Пристань-Пржевальск (кирг. Пржевальск пристаны) — посёлок городского типа в Кыргызстане. Подчинён администрации города Каракол Иссык-Кульской области. Расположен в 12 км к северо-западу от Каракола на берегу озера Иссык-Куль, у места впадения в озеро реки Каракол.
Население — 2917 жителей.
Статус посёлка городского типа получил в 1944 году в связи с переносом в 1942-м году, на это место части эвакуированного завода № 182  из г.Махачкала. Основная, производственная часть завода расположилась в г.Алма-Ата Каз.ССР получив название: машиностроительный завод имени Кирова, в посёлке  Пристань-Пржевальск была создана испытательная база этого завода. В советское время машиностроительный завод имени Кирова был одним из ведущих дизелестроительных и торпедостроительных заводов СССР.
В настоящее время завод носит название "Улан" и производит промышленное оборудование.
В 20 км на запад, у села Койсары (Покровка), располагается российская испытательная военно-морская база по испытанию торпедного и минного вооружения.
Рядом с Пристанью-Пржевальской находится могила и мемориальный комплекс известного русского путешественника, Николая Михайловича Пржевальского.
Здесь же, неподалёку от могилы Н.М.Пржевальского был похоронен известный советский киноактёр 30-х годов  Иван Хрисанфович Новосельцев. скончавшийся здесь во время съёмок  фильма В. Брауна «Пропавший без вести».
В дореволюционное время, на этом месте располагался дачный посёлок состоятельных жителей города Каракол.
Посёлок связан шоссейными дорогами: с городом Каракол (бывш. Пржевальск), селом Михайловка и селом Липенка.

## Население
| 1959 | 1970 | 1979 | 1989 | 1999 | 2009 |
| ---- | ---- | ---- | ---- | ---- | ---- |
| 2859 | 2996 | 3440 | 3861 | 3399 | 2917 |

## Известные уроженцы
Григорашенко, Игорь Андреевич — российский офицер, старший лейтенант, есаул Оренбургского казачьего войска, участник Первой чеченской войны, штурма Грозного (1994—1995). Кавалер ордена Мужества и серебряного креста «За возрождение Оренбургского казачества» (обе награды посмертно). Известен как герой документального фильма «Ад» Александра Невзорова и прототип для Игоря Григоращенко — персонажа фильма «Чистилище».